# Orgelbau Ernst Seifert (Köln-Mannsfeld)
Die Orgelbaufirma Ernst Seifert war ein Orgelbauunternehmen mit Sitz in Köln-Mannsfeld.

## Geschichte

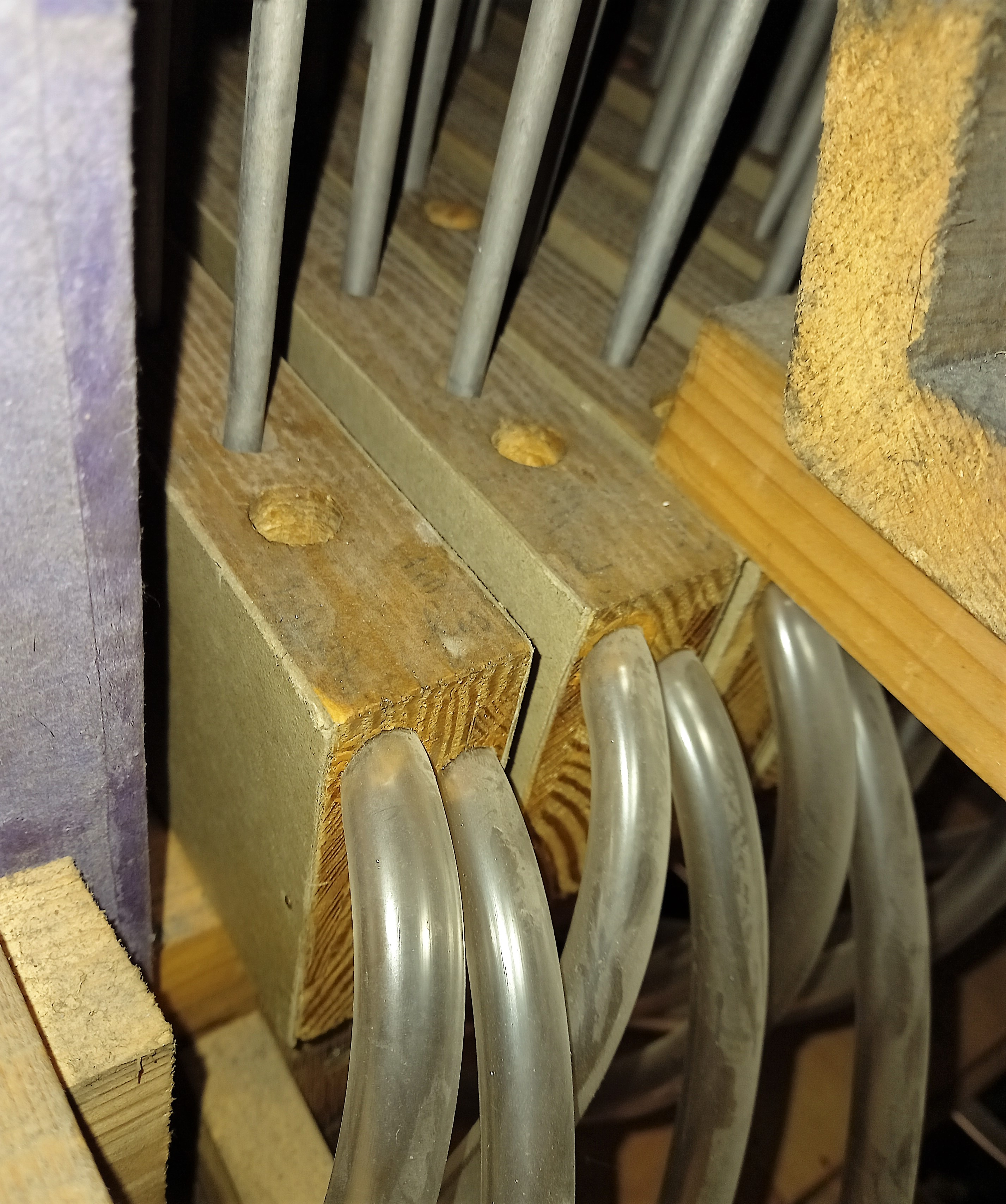
Seifert'sche Hochstockladen

Ernst Seifert (I.) (1855–1928) war der Begründer der drei späteren Orgelbaufirmen Seifert. Während sich die beiden Söhne Romanus Seifert und Ernst Seifert (II.) mit eigenen Betrieben in Kevelaer bzw. Bergisch Gladbach selbstständig machten, übernahm der dritte Sohn Walter Seifert († 1961) die Stammfirma in Köln-Mannsfeld unter dem Namen seines Vaters. So kam es, dass zeitweise drei verschiedene Orgelbaufirmen mit dem Namen Seifert existierten. Alle drei Firmen bauten unabhängig voneinander Orgeln mit nach dem Krieg unterschiedlichen Ladensystemen.
Nach dem Tod von Walter Seifert im Jahr 1961 führte der Sohn des Bergisch-Gladbacher Seifert, Helmut Seifert, das Kölner Unternehmen bis 1981 weiter.
Charakteristisch für die Instrumente aus der Kölner Firma Seifert sind die elektropneumatischen Membranenladen, mit den von Ernst Seifert (sen.) patentierten Windladen. Unter Helmut Seifert ging man auch wieder zu mechanischen Schleifladen über.

## Werkliste (Auswahl)
| Jahr   | Ort                                  | Gebäude                     | Bild | Manuale | Register | Bemerkungen |
| ------ | ------------------------------------ | --------------------------- | ---- | ------- | -------- | --- |
| 1889   | Essen-Bredeney                       | St. Markus                  |      | II/P    | 29       | 1925 elektrifiziert, 1955 um ein Rückpositiv erweitert auf III/P/34, 1996 ersetzt                                                                                            |
| 1896   | Gelsenkirchen-Rotthausen             | Evangelische Kirche         |      | II/P    | 30       | erhalten! |
| 1898   | Köln                                 | St. Gereon                  |      |         |          | 1941/1944 vollständig zerstört |
| 1903   | Mönchengladbach                      | Christuskirche              |      |         |          | |
| 1903   | Mönchengladbach                      | Kaiser-Friedrich-Halle      |      | IV/P    | 70       | 1938 umgesetzt durch Klais in die Volksgartenhalle; 1944 zerstört |
| 1903   | Urfeld (Wesseling)                   | St. Thomas Apostel          |      | II/P    | 20       | Elektrifiziert; Klanglich original erhalten |
| 1903   | Alt-Hürth                            | St. Katharina               |      |         |          | 1926 um 6 Register erweitert; restauriert 1960 durch Seifert, Kevelaer; durch Weimbs 1990 und 2011 überholt und Spieltisch vor die Orgel gesetzt                             |
| 1904   | Mönchengladbach                      | Friedenskirche              |      | II/P    | 28       | erhalten und 2020 restauriert! |
| 1907   | Kevelaer                             | Marienbasilika              |      | IV/P    | 149      | zunächst 104 Register, 1926 erweitert; heute 149 Register, größte noch erhaltene deutsch-romantische Orgel der Welt                                                          |
| 1907   | Neuss                                | Quirinus-Münster            |      | III/P   | 78       | vielfach erneuert und umgebaut (1938 stumme Prospektpfeifen, viertes Manual 1955), 86 Register, restauriert 1993/1994                                                        |
| 1909   | Köln                                 | St. Maria im Kapitol        |      | IV/P    | 92       | 1944 zerstört |
| 1909   | Köln                                 | St. Severin                 |      | III/P   | 63       | 1944 zerstört |
| 1909   | Kettwig                              | St. Peter                   |      |         |          | Prospekt erhalten |
| 1912   | Altenberg                            | Altenberger Dom             |      | III/P   | 50       | 1980 durch einen Neubau ersetzt |
| 1912   | Köln-Bayenthal                       | St. Matthias                |      |         |          | nicht erhalten |
| 1914   | Köln                                 | St. Kolumba                 |      | III/P   | 45       | 1945 zerstört |
| 1914   | Hartefeld                            | St. Antonius                |      | II/P    | 17       | 1979 Elektrifiziert, später um Zungen erweitert auf II/20 |
| 1917   | Köln-Sülz                            | St. Nikolaus                |      | III/P   | 46       | 1944 stark beschädigt und Teile im Neubau 1952 wiederverwendet |
| 1918   | Werne                                | St. Christophorus           |      | III/P   | 55       | Elektrifiziert; Klanglich original erhalten |
| 1924   | Venlo                                | St. Martinus                |      | III/P   | 51       | 1944 zerstört |
| 1925   | Essen-Bredeney                       | St. Markus                  |      | II/P    | 29       | 1996 durch einen Neubau ersetzt |
| 1926   | Köln-Ehrenfeld                       | St. Joseph                  |      | III/P   | 57       | 1944 zerstört |
| 1927   | Königswinter                         | St. Remigius                |      | II/P    | 28       | 1972 ersetzt durch einen Neubau von Stahlhuth |
| 1927   | Hohenfried bei Feldkirchen-Westerham | Stollwerck-Mausoleum        |      | II/P    | 8        | original erhalten! |
| 1928   | Köln-Nippes                          | St. Bonifatius              |      | III/P   | 50       | Diverse kleine Erweiterungen auf heute III/50 |
| 1929   | Bottrop-Eigen                        | Liebfrauenkirche            |      | III/P   | 50       | diverse Umbauten; Hauptorgel wieder quasi im Originalzustand; 2006 Erweiterung um eine englische Chororgel auf einem IV. Manualwerk                                          |
| ~ 1930 | Aachen-Orsbach                       | St. Peter                   |      | II/P    | 6        | exaktes Baujahr nicht bekannt |
| 1931   | Wissersheim                          | St. Martinus                |      | II/P    | 4 (32)   | Multiplexorgel: ursprünglich 31 Register aus 3 Reihen (später erweitert); erhalten; nach Fusion ist St. Martin aber keine Pfarrkirche mehr                                   |
| 1931   | Zornheim                             | St. Bartholomäus            |      | II/P    | 4 (32)   | Multiplexorgel: 32 Register aus vier Reihen; im Originalzustand erhalten; 2022 durch einen Neubau von Klais ersetzt und nach Süditalien umgesetzt                            |
| 1931   | Elsen                                | St. Stephanus               |      |         | ? (24)   | Multiplexorgel: 24 Register aus ? Reihen; 1956 abgebaut und 1959 durch neue Orgel ersetzt.                                                                                   |
| 1931   | Niederdollendorf                     | St. Michael                 |      | II/P    | 12 (51)  | Multiplexorgel: 51 Register aus zwölf Reihen; 1968 ersetzt |
| 1932   | München-Großhadern                   | St. Canisius                |      | II/P    | 7 (67)   | Multiplexorgel: 67 Register aus sieben Reihen; 1938 Erweiterung durch Zwirner; 1983 ersetzt durch Neubau von Josef Garhammer                                                 |
| 1936   | Koblenz-Niederberg                   | St. Pankratius              |      | II/P    | 15       | Teilausbau mit II/15 (vorgesehen II/25); 1960 Erweiterung durch Seifert (Bergisch Gladbach); erhalten                                                                        |
| 1936   | Burghausen                           | Stadtsaal                   |      | II/P    | 7 (42)   | Multiplexorgel: 42 Register aus 7 Reihen; Verbleib unbekannt; vermutlich abgebaut                                                                                            |
| 1939   | Köln-Rodenkirchen                    | Neu St. Maternus            |      | II/P    | 27       | Unter Verwendung des Vorgängerinstrumentes derselben Firma; 1960 Umbau und neuer Prospekt durch die Erbauerfirma; 2011 durch eine gebrauchte US-amerikanische Orgel ersetzt  |
| 1952   | Köln-Sülz                            | St. Nikolaus                |      | II/P    | 24       | Unter Verwendung von Teilen der stark beschädigten Vorgängerorgel von 1917 (ebenfalls Seifert); 1960 Erweiterung; 2007 abgebaut und 2009 ersetzt durch Neubau von Mühleisen. |
| 1952   | Ransbach-Baumbach                    | St. Markus                  |      | III/P   | 44       | Die Orgel hing seitlich im Kirchenschiff; 2019 abgebaut oder verkauft. |
| 1952   | Köln-Bayenthal                       | St. Matthias                |      | II/P    | 11       | |
| 1953   | Plaidt                               | St. Willibrord              |      |         |          | 1975 ersetzt |
| 1954   | Köln-Riehl                           | St. Engelbert               |      | III/P   | 68       | Unter Verwendung der alten Walcker-Orgel aus der Musikhalle Hamburg. 2008 technischer Neubau durch Klais                                                                     |
| 1954   | Köln-Nippes                          | St. Marien                  |      | II/P    | 27       | |
| 1955   | Köln-Ehrenfeld                       | St. Mechtern                |      | III/P   | 38       | erhalten! |
| 1955   | Köln-Raderberg                       | St. Mariä Empfängnis        |      | III/P   |          | erhalten! |
| 1955   | Morsbach                             | St. Gertrud                 |      | III/P   | 22       | 2017 abgebaut; 2023 ersetzt durch Neubau von Romanus Seifert & Sohn |
| 1956   | Siegen                               | St. Marien                  |      | III/P   | 32       | Im Sommer 2019 abgebaut und nach Aoste (Italien) verkauft. |
| 1956   | Köln-Ehrenfeld                       | St. Franziskus-Hospital     |      | II/P    | 18       | |
| 1958   | Langscheid (Oberwesel)               | St. Nikolaus und Anna       |      | I/P     | 8        | |
| 1959   | Linn (Krefeld)                       | St. Margareta               |      | III/P   | 33       | Seit einiger Zeit unspielbar; Ersatz geplant. |
| 1964   | Siegen                               | St. Peter und Paul (Siegen) |      | II/P    | 26       | 1999 ersetzt |
| 1968   | Köln-Merkenich                       | St. Brictius                |      | II/P    | 17       | Vollelektrische Schleifladen. 2011 Instandsetzung durch Klais |
| 1970   | Frielingsdorf                        | St. Apollinaris             |      | II/P    | 21       | Mechanische Schleifladen mit elektrischer Registertraktur |